# Штютцит
Штютцит — мінерал, телурид срібла із формулою Ag5−xTe3 (з x = 0,24 до 0,36) або Ag7Te4.
Вперше його було описано в 1951 році на основі музейного зразка з Секеримб, Румунія. Названий на честь австрійського мінералога Андреаса Ксав'єра Штютца (1747—1806).